# 6de Linieregiment
Het 6de Linieregiment was een infanterieregiment van de Belgisch landmacht dat actief van vanaf zijn oprichting in 1830 als voortzetting van de 6de Afdeling van het Nederlands leger, tot aan zijn ontbinding in 1994.

## Het ontstaan
Op 16 oktober 1830 wordt bij decreet van het Voorlopig Bewind het "Regiment van Brugge" gesticht, dat bestaat uit een staf, drie bataljons à zes compagnies (waaronder een grenadier en een voltigeur compagnie) en een depot. Het personeel bestaat uit 102 officieren en 3421 manschappen die bijna allen afkomstig zijn van de Brugse streek of van de oude Nederlandse "Zesde Afdeeling". 
Het decreet van 25 november 1830 bepaalt dat het Regiment van Brugge voorgoed 6de Linieregiment zal genoemd worden.
Het regiment ging deel uitmaken van het Vlaanderenleger dat de Noordelijke zeegrens bezet van het Zwin tot het Vlaams Hoofd over een afstand van 25 mijl. Op 2 augustus 1831 begon de Tiendaagse Veldtocht en staken Nederlandse troepen onder luitenant-generaal De Kock de grens over. Het 6de Linie leverde slag te Hazegras en Hoeke (7 augustus) en te Strobrugge (11 augustus).
Op 6 januari 1832 ontvangt het regiment zijn vaandel van Leopold I te Mechelen en maakt in 1833 samen met het 3de, 5de en 12de Linie, deel uit van de 3de Divisie. Ze bezetten achtereenvolgens kantonnementen te Diest, Bouwel en Schilde. Pas op 19 april 1839 wordt er een vredesverdrag gesloten tussen België en Nederland. Het 6de Linie maakt dan met het 8ste Linie deel uit van de 2de Brigade van de 1ste Divisie en wordt te Brugge gekazerneerd tot 1844.
Het regiment verhuist bijna jaarlijks: het depot blijft te Mechelen tot 1880 en verhuist daarna naar Sint-Bernard in Hemiksem. De rest van het regiment reist heel België door. Op 15 april 1868 bestaat het 6de Linie uit vier actieve en één reservebataljon (van elk zes compagnies) en een depot. Deze samenstelling zal behouden blijven wanneer in 1870 de oorlog uitbreekt tussen Pruisen en Frankrijk. Het regiment maakt met zijn drie bataljons en met het 12de Linie deel uit van de 1ste Brigade van de 4de Divisie. Op 3 maart 1871 wordt het leger terug op vredesvoet gebracht en op 26 mei heringericht in vier divisies: het 6de Linie maakt met het 5de Linie deel uit van de 1ste Brigade van de 2de Divisie en keert terug naar Antwerpen.
Acht officieren en 39 onderofficieren, korporaals en soldaten van het 6de Linie nemen deel aan de Veldtocht in Mexico in de schoot van het Belgisch Vrijwilligerskorps. Tijdens de veldtocht nemen de Belgen deel aan drie belangrijke veldslagen: Tacámbaro op 11 april 1865, La Loma op 16 juli 1865 en Ixmiquilpan op 25 september 1866.
Van 1877 af tot in 1914, hebben 33 officieren, 88 onderofficieren en korporaals van het 6de Linie zich ingezet voor de opening van Afrika: van het contingent zullen 30% van de officieren en 16% van de onderofficieren en korporaals op het slagveld sneuvelen of bezwijken ten gevolge van opgelopen verwondingen en ziekten.

## De Eerste Wereldoorlog
Op vredesvoet bestaat het 6de Linie in 1913 uit een staf, drie bataljons van vier compagnies van telkens twee pelotons, een compagnie mitrailleurs, drie staven van "bis"-bataljons, drie bataljons vestinginfanterie van telkens vier compagnies en de regimentsschool. De eenheid is gekazerneerd in de forten 7-8 en 9-10 van de Stelling van Antwerpen.
Op oorlogsvoet verdrievoudigt het regiment zich in het 6de Linie, het 26ste Linie en het 6de Vestings-linieregiment.
Op 5 augustus 1914 is de 2de Legerafdeling opgerold ten oosten van Leuven. Op 18 augustus levert het 6de Linie slag te Aarschot en te Werchter en keert daarna terug in het "Nationaal Réduit" Antwerpen. Het regiment neemt in de schoot van de 2de Legerafdeling deel aan de twee uitvallen uit Antwerpen: op 25 en 26 augustus valt het aan in de buurt van Boortmeerbeek en Over-de-Vaart en van 9 tot 12 september te Wijgmaal, Putkapel en Holsbeek.
De laatste week van september en de eerste week van oktober 1914 neemt het 6de Linie deel aan de verdediging van Antwerpen: de eenheid is opgesteld op de hoofdkrachtinspanning van de Duitse legers. Op 8 oktober verlaat het regiment Antwerpen en trekt zich terug achter de IJzer, waar het eerst vanaf 14 oktober Nieuwpoort verdedigt en op 23 oktober met rust gezonden wordt te Wulpen. Het 26ste Linie is ontbonden.
Tijdens de nacht van 29 op 30 oktober breken om 05.00 uur het Duitse 48 Infanterieregiment en 52 Infanterieregiment door de verdedigingslijn van het 5de Linie. Het 6de Linie ontvangt het bericht dat Ramskapelle in Duitse handen is gevallen en stuurt twee compagnies van het 1ste bataljon naar Ramskapelle.

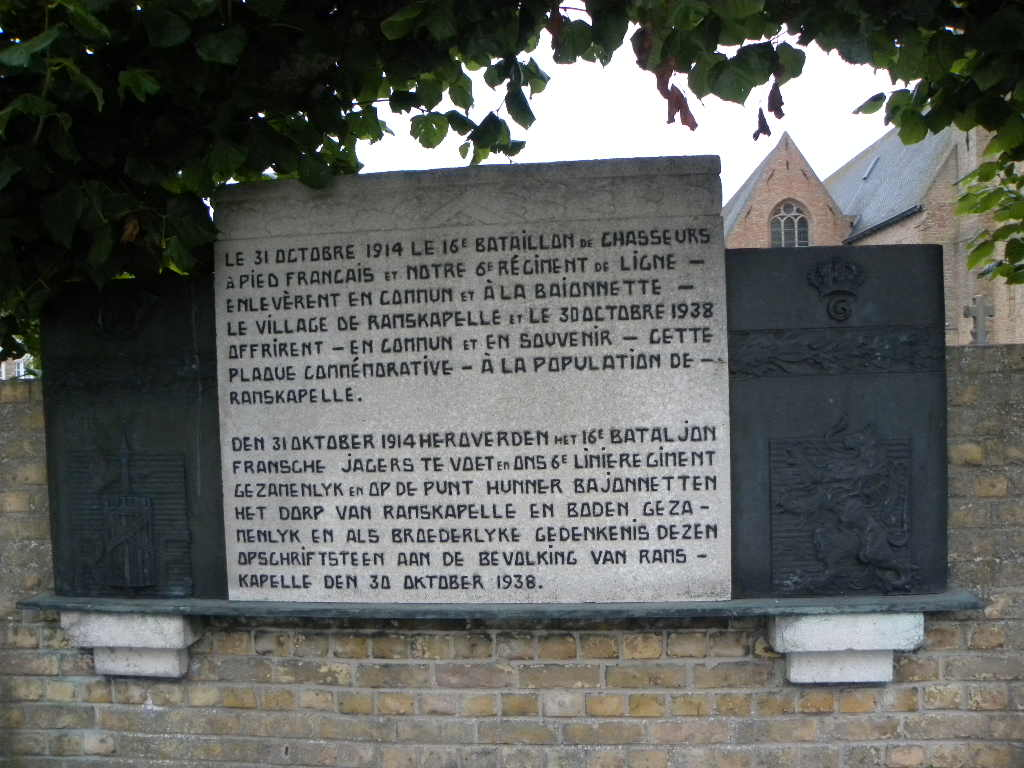
Gedenksteen te Ramskapelle

Na hevige gevechten op 30 en 31 oktober 1914 verovert het 6de Linieregiment, samen met het Franse 16e Bataillon de Chasseurs à Pied, het dorp Ramskapelle. 's Avonds vermeldt het dagorder van luitenant-Generaal Dossin: "Ik bied, heel in 't bijzonder, mijn warmste gelukwensen aan het 6 Linieregiment aan, dat vanaf de eerste uren van de 31 oktober aan de tegenaanval op Ramskapelle deelnam, na gedurende de dag van 30 oktober en heel de nacht van 30 op 31 oktober met de grootste krachtdadigheid te hebben gestreden." 
Van november 1914 tot september 1918 is het 6de Linieregiment opgesteld achter de IJzer achtereenvolgens in de sectoren Nieuwpoort, Ramskapelle, Lo, Steenstrate, Diksmuide, Ramskapelle en Diksmuide. Op 26 december 1916 ontstaat het 16de Linieregiment uit de ontdubbeling van het 6de Linie.
Op 28 september 1918 wordt het Vlaanderenoffensief ingezet. Het 6de Linie bezet dan de Sector Diksmuide tot het op 10 oktober ingezet wordt in de aanval op de Duitse Flandern Stellung I te Moorslede, Bosmolens, Ingelmunster en Oostrozebeke (17 oktober 1918).
Op 29 oktober zet het 6de Linieregiment zonder al te veel problemen de opmars naar de Leie verder, aangezien de vijand weinig weerstand biedt. Het regiment onderscheidt zich nog aan het afleidingskanaal van de Leie en bij het kanaal Gent-Terneuzen.
In totaal sneuvelen twintig officieren en 312 onderofficieren, korporaals en soldaten. Nog vijf officieren en 769 onderofficieren, korporaals en soldaten worden na de oorlog als vermist opgegeven. Zesenvijftig officieren en 1735 onderofficieren, korporaals en soldaten worden gekwetst.

## Interbellum
Van 1 december 1919 tot 19 oktober 1920 neemt het 6de Linie deel aan de bezetting van het Rijnland. Het regiment is achtereenvolgens gekazerneerd te Monschau, Erkelenz en Geilenkirchen. 
Het 6de Linie keert daarna terug naar Antwerpen, en bezet er het fort 7-8 en het fort 9-10. Het 6de Linie neemt deel als marseenheid (het 2de bataljon) aan de Ruhrbezetting van 8 december 1923 tot 27 maart 1924. In 1930 viert het regiment zijn eeuwfeest.
Op 27 september 1938 om 14.00 uur mobiliseert het 6de Linie. De eerste oktober wordt de demobilisatie ingezet.
In de loop van de namiddag van 25 augustus 1939 wordt het kader ingelicht van de aan de gang zijnde mobilisatieplannen. Op vrijdag 1 september ontvangt het regiment de orders om een stelling te bezetten in de streek ten zuiden van Waterloo: het 6de Linie moet er een defensieve stelling bezetten en organiseren.
De regimentscommandant, kolonel Godeau, verzamelt zijn bataljonscommandanten op 29 september en geeft het order voor een nieuwe opdracht: zich in defensief opstellen langs het Albertkanaal te Olen-Oevel. Op 14 januari 1940 wordt werkelijk alarm afgekondigd: alle stellingen worden bezet, maar er gebeurt niets. Tijdens de dagen die volgen worden de alarmmaatregelen stelselmatig afgebouwd. Op 29 maart vertrekt het regiment naar Leopoldsburg om in het kader van de 2de Infanteriedivisie deel te nemen aan een schiet- en manoeuverperiode te Beverlo. Van 10 op 11 april wordt het 6de Linie naar Waterloo vervoerd om er de stellingen van 1939 terug te bezetten. Op 28 april roept kolonel Godeau zijn bataljonscommandanten bij elkaar te Waterloo voor een nieuwe opdracht. Het regiment zal - samen met de rest van de 2 Infanteriedivisie - op 30 april overgebracht worden naar Luik, om er de sector 'Ourthe-Meuse' te bezetten. Het 1ste Bataljon is sinds 24 april afgedeeld bij de speciale troepen van de Versterkte Stelling Luik (PFL), waar het in de sector 'Meuse Aval' ingezet wordt. Het Verkennerspeloton wordt afgedeeld bij het 1ste Lanciers in de streek van Bütgenbach.

## De achttiendaagse veldtocht
10 mei 1940: het regiment wordt om 01.30 uur gealarmeerd. Het is oorlog. Zonder contact te hebben met de vijand verlaat het regiment zijn stellingen tijdens de nacht van 10 op 11 mei en wordt met bussen en vrachtwagens naar de KW-lijn overgebracht, waar het stelling neemt te Rijmenam-Keerbergen. De trein met het zwaar materiaal loopt te Ans vast en het 1ste bataljon wordt tijdens zijn terugtocht naar de KW-lijn uit elkaar geslagen. Na een kort contact met de vijand verlaat het 6de Linie de KW-lijn tijdens de nacht van 16 op 17 mei en verplaatst zich in drie nachtmarsen naar Gent. Op 19 mei komt het 6de Linie aan in de "Tête de Pont de Gand" (TPG), ondersector Betsberg-Gijzenzele. Het regiment bestaat nog uit twee infanteriebataljons en het bataljon zware wapens, echter zonder haar mortieren 76 mm.
Van 20 tot 22 mei 1940 levert het regiment een hardnekkige strijd tegen de Duitse 56 Infanteriedivisie en slaagt erin zijn stellingen te behouden tijdens de slag bij Gijzenzele. Op 22 mei om 20.00 uur verspreidt de regimentscommandant het waarschuwingsorder zich klaar te houden om de stelling te verlaten en zich in beweging te zetten naar het westen van Gent, achter het afleidingskanaal van de Leie. Het is al dag de 23 mei als de eerste elementen van het 6de Linie te Nevele aankomen, als laatste infanterieregiment van de 2de Infanteriedivisie.
's Avonds ontvangen de bataljons hun nieuwe opdracht: een stelling organiseren in derde echelon tussen Hamme en Hansbeke. De 26 mei neemt het regiment de stellingen over van het 28ste Linie langs het kanaal. In de vroege namiddag van 27 mei verlaat het regiment deze stelling en bereikt om 21.00 uur Maria-Aalter. Om 10.00 uur op 28 mei meldt kolonel Godeau de capitulatie. Het vaandel wordt verbrand op het hoofdkwartier van het 4de Legerkorps.
De 29 mei maakt kolonel Godeau zijn situatie personeel op: 62 officieren, 162 onderofficieren en 1011 korporaals en soldaten zijn te Ruddervoorde gegroepeerd. 34 paarden zijn nog bruikbaar.
Het 6de Linie rolt zich op te Hertsberge en blijft er tot 2 juni. De 10de juni wordt het reservekader en de miliciens vrijgelaten te Hijfte, het personeel van de achterwacht te Destelbergen. De rest wordt op een trein gezet en naar Lokeren overgebracht, waar de Duitsers op 13 juni de onderofficieren, korporaals en soldaten naar hun haardstede laten keren. De officieren daarentegen worden op 14 juni afgevoerd naar het kamp van Maria-ter-Heide om van daaruit naar Duitsland te vertrekken in krijgsgevangenschap.

## Heroprichting en afschaffing
Op 8 maart 1946 neemt het 2 Bataljon 3 Brigade de naam over van het 6de Linie en ontvangt op 4 mei 1946 een nieuw vaandel te Brussel. Vanaf 17 juni zal het de tradities ervan dragen.
Het 2 Bataljon 3 Brigade wordt op 11 maart 1945 opgericht te Zottegem en gaat op 21 maart naar Noord-Ierland om er zijn opleiding te krijgen. Na de opleidingsperiode gaat het bataljon naar Bridlington in Engeland om er samengesteld te worden. Op 25 september is het bataljon terug in België, waar het kantonneert te Knokke en zich klaarmaakt om te Plettenberg in Bezet Duitsland (BD) vanaf 11 november 1945 zijn eerste opdrachten uit te voeren. Op 8 maart 1946 verhuist het bataljon naar Aken en komt terug naar België op 23 mei, waar het ingekwartierd wordt te Hasselt.
Op 17 oktober is het bataljon in Aken-Brand, gaat over naar de 6de Brigade en verplaatst zich naar Hoffnungsthal in BD. Op 1 februari 1948 is het bataljon te Brand en gaat op 15 september over naar de Binnenlandse Dekkingsstrijdkrachten. Het 6de Linie organiseert zich als bataljon infanterie van de Dekkingsstrijdkrachten. Op 15 november verlaat het bataljon Duitsland en vestigt zich te Antwerpen (Luchtbal). Op 19 juni 1950 gaat het bataljon over naar de Binnenlandse Verdedigingsstrijdkrachten (BVS). Op 1 juli 1957 bestaat het bataljon uit een staf en dienstencompagnie, drie fuselierscompagnies en een steuncompagnie.

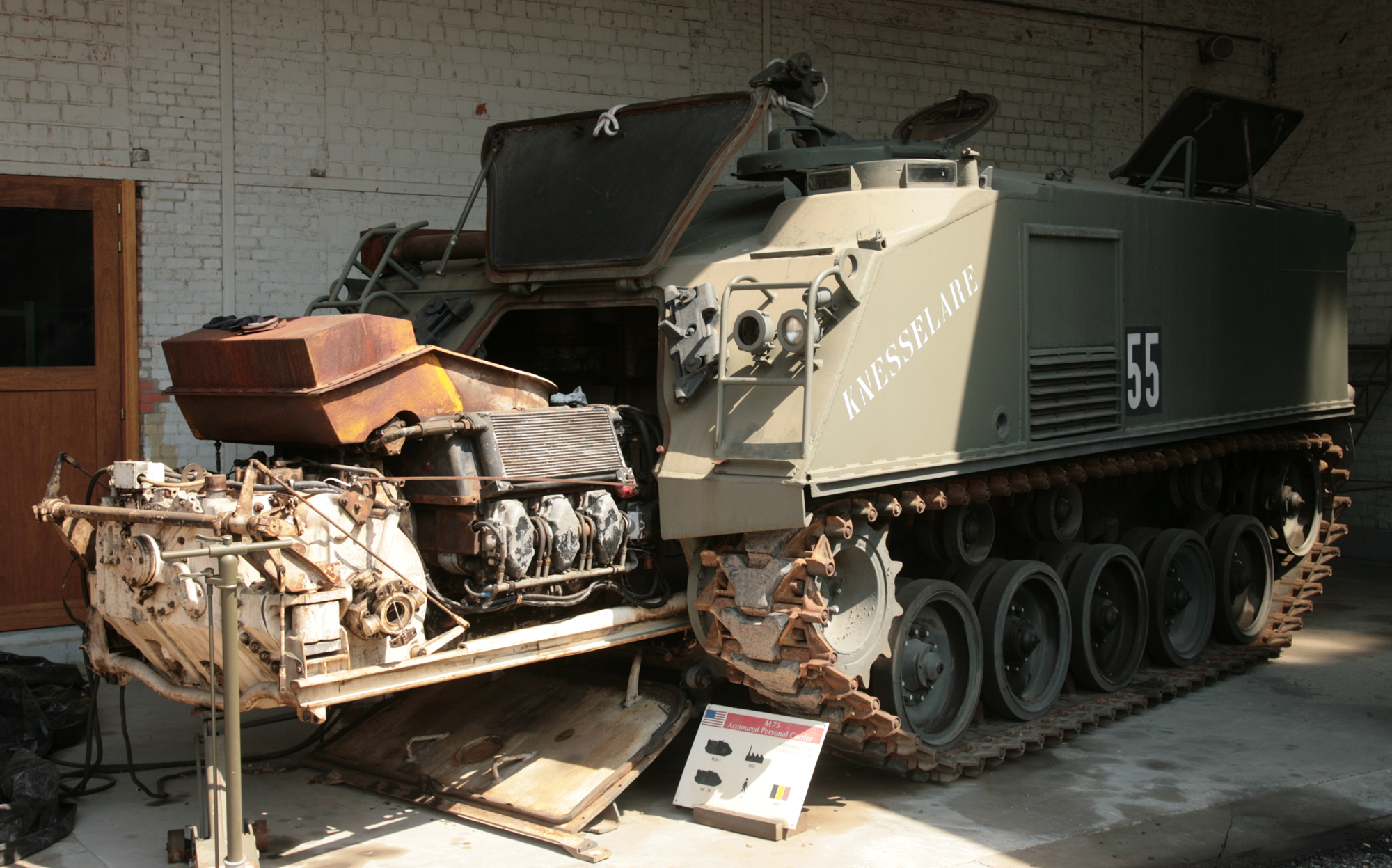
Een M75 rupsvoertuig in Belgische dienst

In maart 1961 wordt het 6de Linie een pantserinfanteriebataljon op half-tracks en gaat op 1 augustus over naar de 1ste Brigade van het 1 Belgisch Legerkorps tot 1 november 1968, maar verlaat Antwerpen niet. Tijdens die periode is het bataljon een steuneenheid voor het Allied Command Europe Mobile Force en neemt het deel aan de opdrachten handhaving van de orde (december 1960-januari 1961). Antwerpen neemt op 17 november 1961 het peterschap waar van het 6de Linie. In 1962 gaat het bataljon over naar de 7de Brigade en gaat in juli 1964 over naar de 18de Brigade. Het bataljon levert in december 1965 en van november tot december 1966 materiële steun en handenarbeid tijdens de grote overstromingen in België, alsook in juni 1967 na een tornado te Oostmalle. In juli 1966 neemt het 6de Linie zijn M75 Full Track APC in ontvangst.
Op 1 januari 1969 wordt het 6de Linie een bataljon Lichte Infanterie van de Binnenlandse Strijdkrachten en wisselt zijn pantservoertuigen voor lichte vrachtwagens. Op 1 januari 1974 verhuist het bataljon naar het Kwartier Commandant Bauwin of kazerne van Hoogboom (Kapellen) waar het tot zijn ontbinding in juni 1994 zal verblijven.
Het bataljon zal vanaf 1 januari 1981 deel uitmaken van de Militaire Verdediging van het Grondgebied (MVG) en is nu verantwoordelijk voor de instructie en de wederoproepingen van de MVG-eenheden: het vormt tevens de kern van het 11 Licht Regiment Noord en heeft daarbij een opleidingscompagnie.
In 1992 beëindigt het Plan Delcroix de roemrijke geschiedenis van het 6de Linie. Het uitvoeringsplan BEAR 97 voorziet de sluiting van de eenheid op 1 juni 1994. De tradities van het 6de Linie worden voortgezet in de Tweede Koninklijke School voor Onderofficieren (2 SOO) te Zedelgem vanaf juni 1994. Bij ontbinding daarvan in 2007 worden de tradities overgenomen door de Koninklijke School voor Onderofficieren te Sint-Truiden (Saffraanberg).

## Vaandel
Op 3 januari 1832 overhandigde Koning Leopold I het vaandel van het 6de Linieregiment aan kolonel Polis op de markt te Mechelen. Dit vaandel vergezelde het Regiment in de veldtochten 1914 - 1918 en 1940. In de nacht van 27 op 28 mei 1940 werd het vaandel verbrand, en de stok met de leeuw begraven in 't zusterschooltje van Aartrijke.
Het 2 Bataljon van de 3 Infanteriebrigade kreeg op 8 maart 1946 de naam 6de Liniebataljon, en erfde er de tradities en het vaandel van. Een nieuw vaandel werd vervaardigd, dat op 4 mei 1946 door luitenant-kolonel SBH de Fraiteur overhandigd werd aan majoor Van Der Capellen op het Poelaertplein te Brussel. Het 6de Linieregiment, later 1ste Bataljon van het 6de Linieregiment en in 1961 terug 6de Liniebataljon, staat in voor de bewaring van dit embleem.
Het vaandel heeft als opschriften: 

Recto: CAMPAGNE 1914-1918, YZER, OOST-ROOZEBEKE, RAMSCAPELLE, ANVERS

Verso:VELDTOCHT 1914-1918, IJZER, OOST-ROOSEBEKE, RAMSCAPELLE, ANTWERPEN 
Daarnaast draagt het vaandel de nestel in de kleuren van de Leopoldsorde.
Het vaandel is in bewaring bij het Provinciecommando van de provincie Antwerpen.

## Kenteken
Het 6de Linie is steeds nauw verbonden geweest met de stad Antwerpen. Sinds halfweg de negentiende eeuw is het er gekazerneerd, eerst in de oude forten 7-8 en 9-10 te Berchem, gebouwd door Brialmont, vervolgens in het kwartier 'Kolonel SBH Housman' te Antwerpen-Luchtbal en ten slotte in het kwartier 'Commandant Bauwin' te Hoogboom (Ekeren, later Kapellen). Deze jarenlange traditie heeft het ontstaan van het kenteken van het bataljon tot gevolg: